# Station Bere Alston
Bere Alston is een spoorwegstation van National Rail in de plaats Bere Alston, West Devon in Engeland. Het station is eigendom van Network Rail en wordt beheerd door Great Western Railway. 